# Howard Carter
Howard Carter (Londra, 9 maggio 1874 – Londra, 2 marzo 1939) è stato un archeologo ed egittologo britannico, scopritore della tomba di Tutankhamon.

## Biografia

### Gli anni giovanili
Howard Carter nacque a Kensington il 9 maggio 1874. Il padre Samuel Paul Carter, pittore ed illustratore di grande talento, lavorava dipingendo ritratti di famiglia per l'Illustrated London News. Il figlio imparò a sua volta a disegnare ad acquerello, senza però dimostrare un particolare talento.
Il padre ebbe la possibilità di conoscere il barone William Amhurst Tyssen-Amherst, uno dei più grandi collezionisti di antichità egizie dell'Inghilterra, che abitava in un paese vicino; fu qui che il giovane Howard iniziò ad amare la civiltà egizia. Il barone lo presentò all'egittologo Percy Newberry, che lo prese in simpatia e lo consigliò come disegnatore per una spedizione in Egitto finanziata dal British Museum: il suo compito sarebbe stato quello di riprodurre ad acquerello le pitture tombali e gli altri reperti archeologici.

### La carriera in Egitto
Giunto al Cairo Carter conobbe sir William Matthew Flinders Petrie, che lo accettò nella spedizione. Quest'ultima durò sei lunghi anni, durante i quali Howard apprese le tecniche e i metodi di uno scavo archeologico accurato. In seguito egli partecipò ad altri scavi in siti importanti: a Beni Hassan (sito del Medio Regno), ad Hatnub con Newberry, a Tell el-Amarna nuovamente con Petrie ed infine al tempio funerario di Hatshepsut a Tebe.
Nel 1899, a soli 25 anni, fu nominato ispettore capo del sud dell'Egitto e divenne quindi responsabile di siti come Karnak, Luxor, Tebe e la Valle dei Re. Fu questo il suo periodo di massima attività, durante il quale scavò le tombe di Seti I e Nefertari e altri siti importanti come, fra i molti, Abu Simbel e Aswan.

### Gli anni difficili
Questo periodo felice finì quando l'incontro fra una comitiva di francesi e delle guardie egiziane degenerò in rissa. La Francia pretese scuse formali e Carter, in qualità di responsabile, rifiutò. Fu licenziato dal suo incarico e gli venne stroncata la carriera nel 1905; l'archeologo decise comunque di continuare a vivere in Egitto, mantenendosi grazie alla vendita dei suoi acquerelli.

### La rinascita
Proprio in quegli anni lord George Herbert, quinto conte di Carnarvon, si appassionò di antichità egizie. Giunto a Luxor nel 1908 e ottenutavi una concessione di scavo, capì immediatamente la necessità di avere sul campo una persona esperta e aggiornata sulle difficoltà della ricerca. Chiese allora un parere a Gaston Maspero, direttore generale delle antichità egizie, l'uomo che nel 1899 aveva nominato Howard ispettore capo del sud dell'Egitto. Maspero gli consigliò di ingaggiare Carter, non avendo perso la stima nello studioso nonostante l'episodio del 1905. L'intesa fra i due fu immediata e per quindici anni scavarono in numerosi siti egiziani arricchendo sempre più la collezione privata di Lord Carnarvon.

### La più grande scoperta archeologica del XX secolo
Il sogno dell'archeologo era l'ambizioso progetto di scavare nella Valle dei Re alla ricerca delle tombe dei due faraoni della XVIII dinastia non ancora scoperte: Amenhotep IV, il faraone eretico, e il suo successore e figlio Tutankhamon. La concessione di scavo nella Valle era ancora in mano a Theodore Davis, ma grazie alle sue abilità Lord Carnarvon riuscì a ottenerne un'altra permettendo così al progetto di muovere i primi passi.

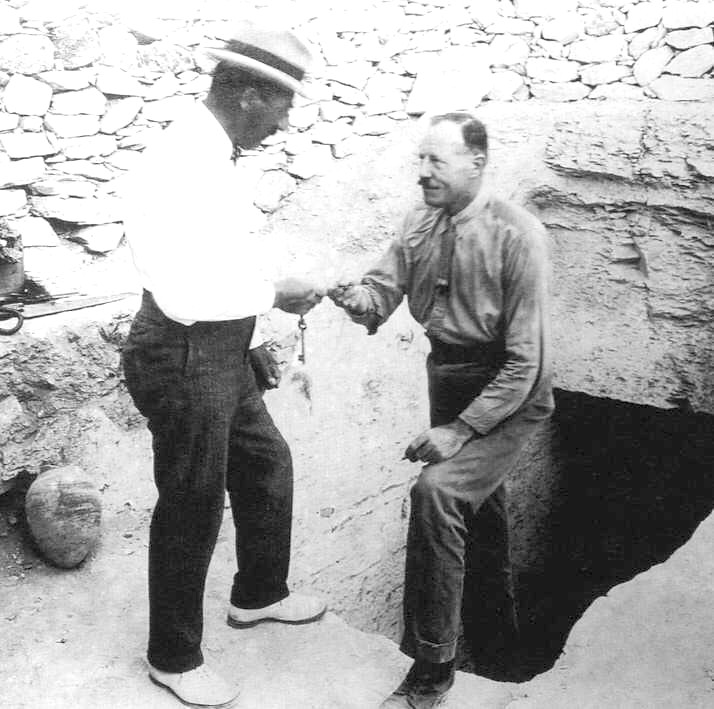
Carter insieme a Lord Carnarvon nel 1922, all'uscita dalla tomba di Tutankhamon.

Il progetto di Carter prevedeva uno scavo sistematico dell'intera Valle accuratamente suddivisa in settori da esplorare in successione e iniziò nell'autunno del 1917. Gli insuccessi e le gravose spese sostenute in cinque lunghi anni fecero scemare l'entusiasmo di Lord Carnarvon, che nell'estate del 1922 giunse all'idea di concludere l'operazione. Comunque Carter, che ancora credeva nella propria scommessa, riuscì a convincere il finanziatore a concedergli ancora una stagione, il tempo necessario per scavare l'ultimo settore ancora da esplorare.
Il 3 novembre ripresero gli scavi in quest'ultimo settore di fronte alla tomba di Ramesse VI. Grande fu la gioia quando dalla sabbia, già il secondo giorno di scavo, riaffiorò un gradino, che presto si trasformò in una scala che giungeva a una porta con ancora intatti i sigilli della necropoli, segno che non era mai stata violata nelle migliaia di anni dalla sua chiusura.
Lord Carnarvon venne immediatamente richiamato in Egitto per presenziare all'apertura della porta e giunse ad Alessandria d'Egitto il 20 novembre. Il 26 novembre Howard Carter e Lord Carnarvon erano di fronte alla porta rimasta inviolata dal XIV secolo a.C.; venne fatto un foro per ispezionare l'interno e si poté appurare che il corredo funerario era intatto. Il giorno seguente venne finalmente aperta la porta, che rivelò così tutta la grandiosità del corredo, compresi il sarcofago e i vasi canopi.
Come da accordi per la concessione di scavo, si iniziò la catalogazione di tutti i reperti del corredo prima di inviarli al museo del Cairo, dove sarebbero stati esposti al pubblico. L'operazione richiese molti anni, durante i quali giornalisti di tutto il mondo giunsero a testimoniare quella che è considerata a tutti gli effetti la più grande scoperta archeologica del XX secolo, non tanto per la ricchezza del suo corredo, accumulato utilizzando anche corredi di altre tombe per effettuare una rapida sepoltura del defunto, bensì per la scoperta di una tomba faraonica ancora inviolata.
Il 28 ottobre 1925, alla presenza di Howard Carter (ma non di Lord Carnarvon, morto nel 1923) fu aperto il sarcofago più interno, portando alla luce, per la prima volta dopo circa 3250 anni, la maschera d'oro. Scrisse nel suo diario:
(Howard Carter, 1925)
Molti degli anni seguenti furono impiegati da Carter nella catalogazione degli oltre 2000 reperti rinvenuti e tuttora in mostra al Museo Egizio del Cairo con la stessa inventariazione assegnata loro dall'archeologo.
In seguito Howard Carter si ritirò dall'archeologia e divenne un collezionista. Morì a Londra nel 1939, all'età di 64 anni, senza aver mai avuto la possibilità di esporre alla famiglia reale la sua sensazionale scoperta. Oggi riposa nel Cimitero di Putney Vale, a Londra.

## Pubblicazioni
- (con P.E. Newberry), The tomb of Thoutmosis IV with an essay on the king's life and monuments by Gaston Maspero, and a paper on the physical characters of the mummy of Thoutmosis IV by G. Elliot Smith, Westminster, 1904
- The Tomb of Tutankhamen, Sphere, Londra, 1972
- (con Lord Carnarvon), Five Years' Explorations at Thebes - A Record of Work Done 1907-1911, Kegan Paul, 2004, ISBN 0-7103-0835-3